# Шрі Яйна Сатакарні
Шрі Яйна Сатакарні — індійський правитель Сатаваханського царства.
Вважається останнім великим царем династії Сатаваханів. Відновив частину територій, захоплених Західними Кшатрапами.